# Corn da Camp
El Corn da Camp (también conocido como Corno di Campo) es una montaña de los Alpes Livignos, situada en el cantón de los Grisones, Suiza. En su lado norte se encuentra un glaciar llamado Vedreit da Camp.